# Téoulier
Le téoulier N est un cépage noir de cuve originaire de Provence. Cette variété existe aussi en blanc et en gris.

## Origine

### Historique
Le téoulier est un cépage d'origine provençale.

### Aire de répartition
Cultivé pendant très longtemps dans les vignobles de Manosque et de Draguignan, il s'était répandu dans toute la Provence. Même s'il fait partie de l'encépagement des AOC Palette, Pierrevert et entre dans celui du vin de pays du Var (IGP), il est en très nette diminution.

### Clones
Inscrit au catalogue officiel des variétés de vigne liste A1, il n’y a pas encore de clone agréé.

### Mutation
Ce cépage existe également en variétés blanche et grise, cette dernière forme étant très rare.

### Synonymes

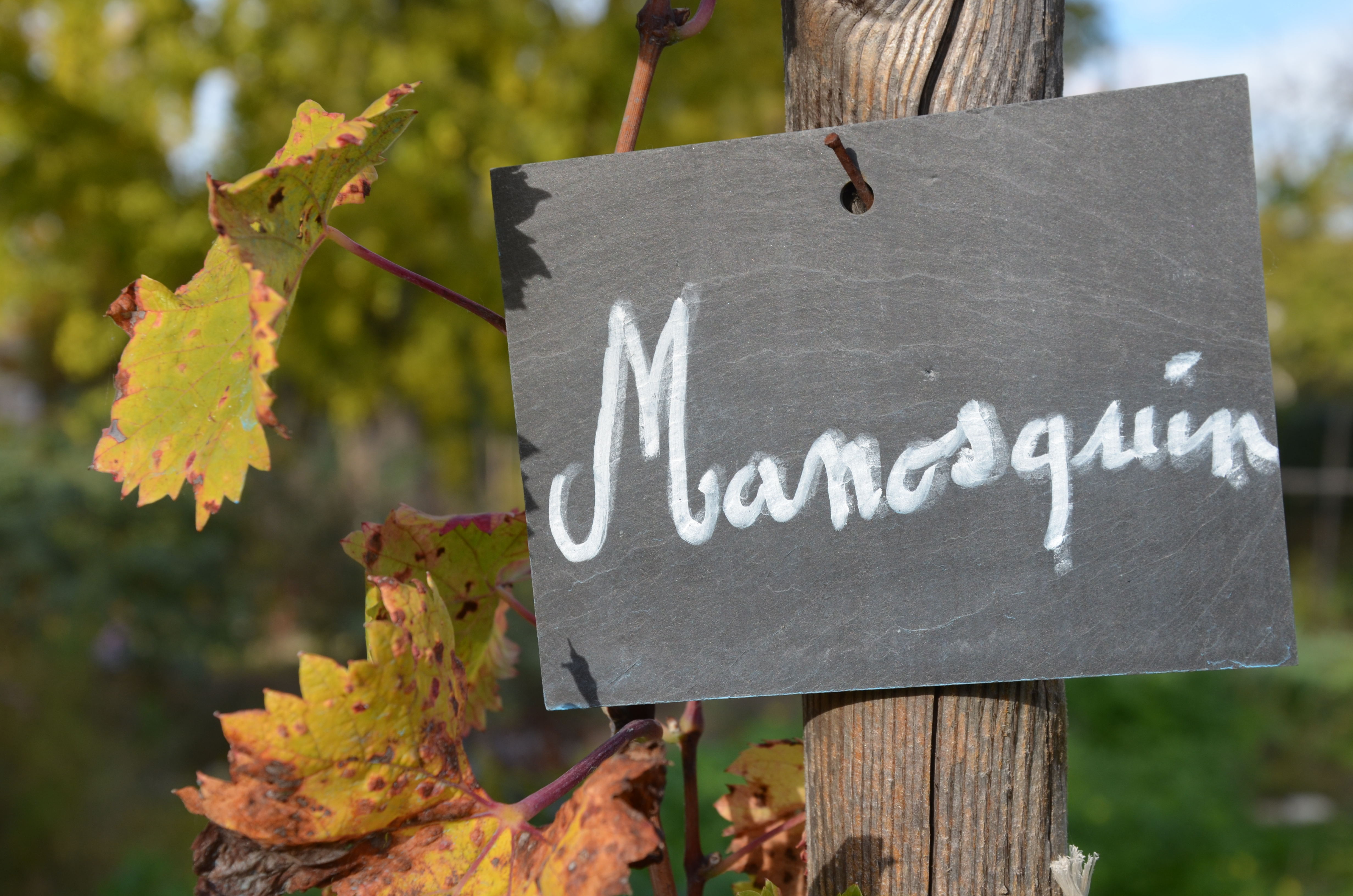
Téoulier ou Manosquin.

Il se nomme aussi Manosquin ou manosquen, plant de Manosque, plant du Four, plant de Porto, taulier et taurier.

## Caractères ampélographiques

### Sarment
C'est un cépage à port érigé, vigoureux, rustique et productif, qui gagne à être conduit en gobelet et taillé court. Ses jeunes sarments possèdent une forte densité de poils couchés, en vieillissant ils acquièrent un bois rouge qui tend à se coucher.

### Feuille
Le catalogue des vignes cultivées en France décrit ainsi le feuillage du téoulier N, il possède des « jeunes feuilles à plages bronzées et des feuilles adultes orbiculaires, à cinq ou sept lobes, avec un sinus pétiolaire à lobes légèrement chevauchants, des dents moyennes à longues, à côtés rectilignes ou convexes, une pigmentation anthocyanique des nervures nulle, un limbe tourmenté, révoluté, bullé, et à la face inférieure, une densité moyenne des poils dressés et couchés. ». À l'automne, ces feuilles grandes, découpées, légèrement cotonneuses en dessous, ont le pourtour qui rougit,.

### Grappe
Ce cépage, lors des vendanges, se présente avec des grappes grosses et belles,. Elles sont cylindro-coniques, avec quelquefois un ou deux ailerons courts. Leurs pédoncules sont moyens, sinon un peu grêles. Il est à noter que les pédicelles, le plus souvent assez longs et peu forts, se teintent de rouge à maturité complète à leurs points d'attache avec le grain de raisin.
Les baies, de forme arrondie, presque globuleuses ou légèrement ellipsoïdes, sont composées de petits grains, peu serrés, légèrement déprimés à leur sommet,,. La peau des raisins, d'un noir bleuté, est épaisse, pruinée, résistante et craquante. Ils se présentent avec une chair ferme, non colorée et plus ou moins juteuse à saveur simple assez sucrée.

## Aptitudes

### Culturales
Son débourrement est précoce : 3 jours après le chasselas, et son époque de maturité se situe lors de la 2e époque tardive : 3 semaines après le chasselas. Il se complait dans les sols calcaires profonds de coteaux, bien exposés et bien aérés.

### Sensibilité aux maladies
Il est assez sensible à l'oïdium, mais résiste mieux au mildiou.

### Sensibilité climatique
Il est à noter que son débourrement assez précoce l'expose aux risques de gelées de printemps.

### Potentiel œnologique
Ce cépage donne des vins manquant de finesse et d'élégance, généralement peu acides et d'un degré alcoolique moyen. Mais il permet d'élaborer un vin riche en couleur, ce qui en fait un cépage idéal en assemblage quand la vendange manque de couleur.